# Manuel Vicente do Amaral
Manoel Vicente do Amaral (Santa Vitória do Palmar) foi um advogado e político brasileiro.
Foi eleito deputado estadual, à 21ª Legislatura da Assembleia Legislativa do Rio Grande do Sul, de 1891 a 1895.